# Wembley Park (London Underground)

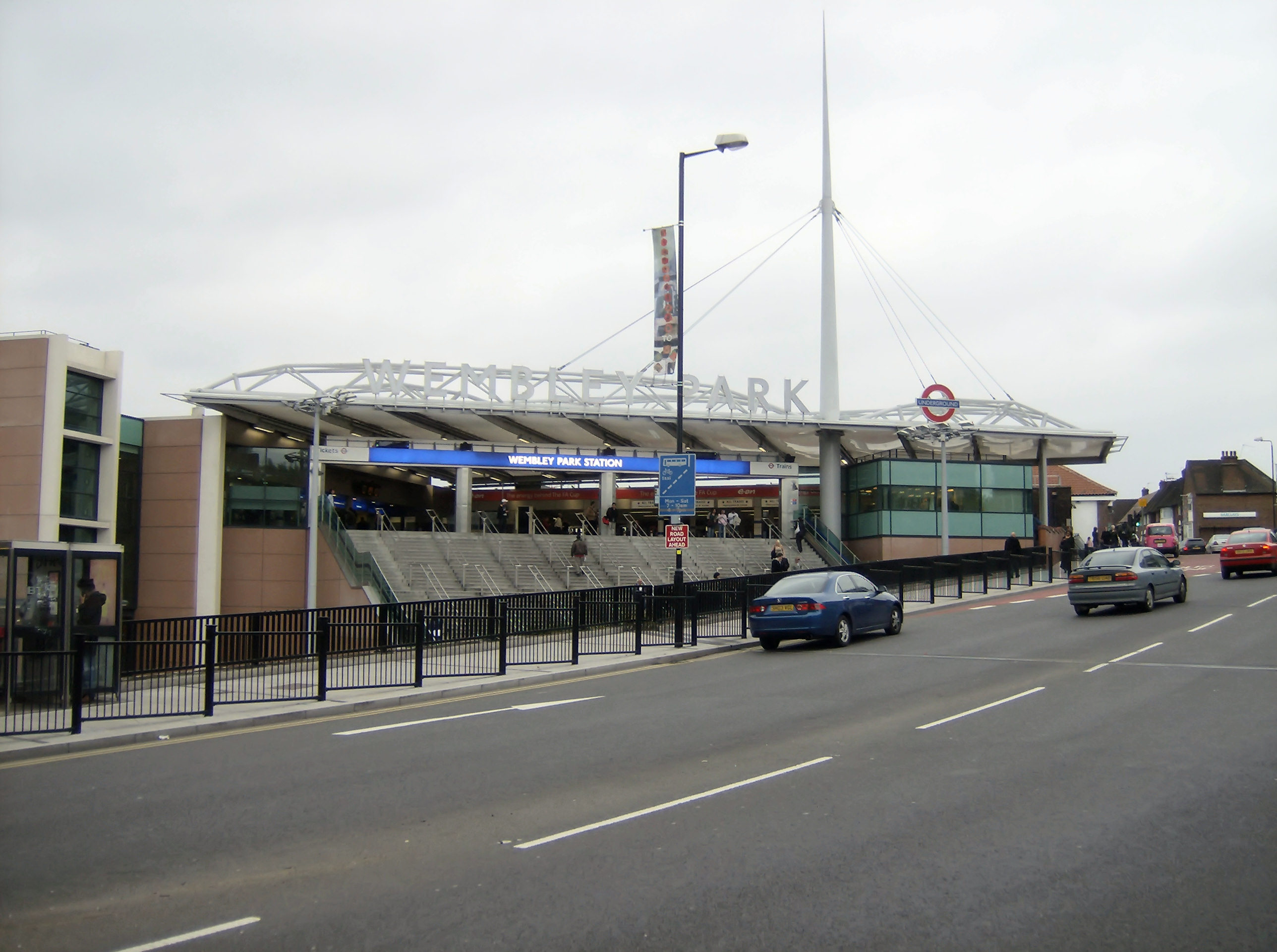
Stationsgebäude

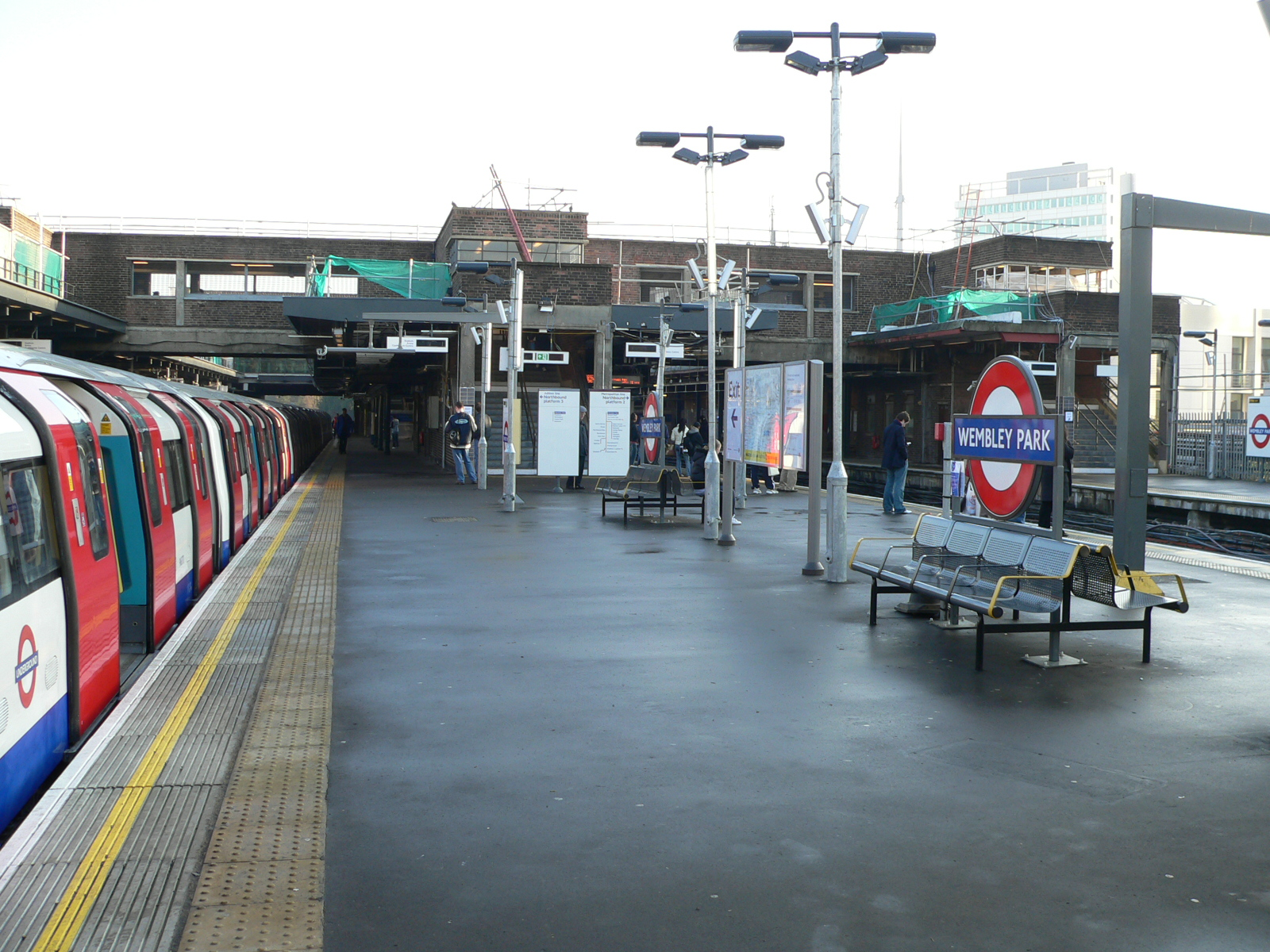
Bahnsteig

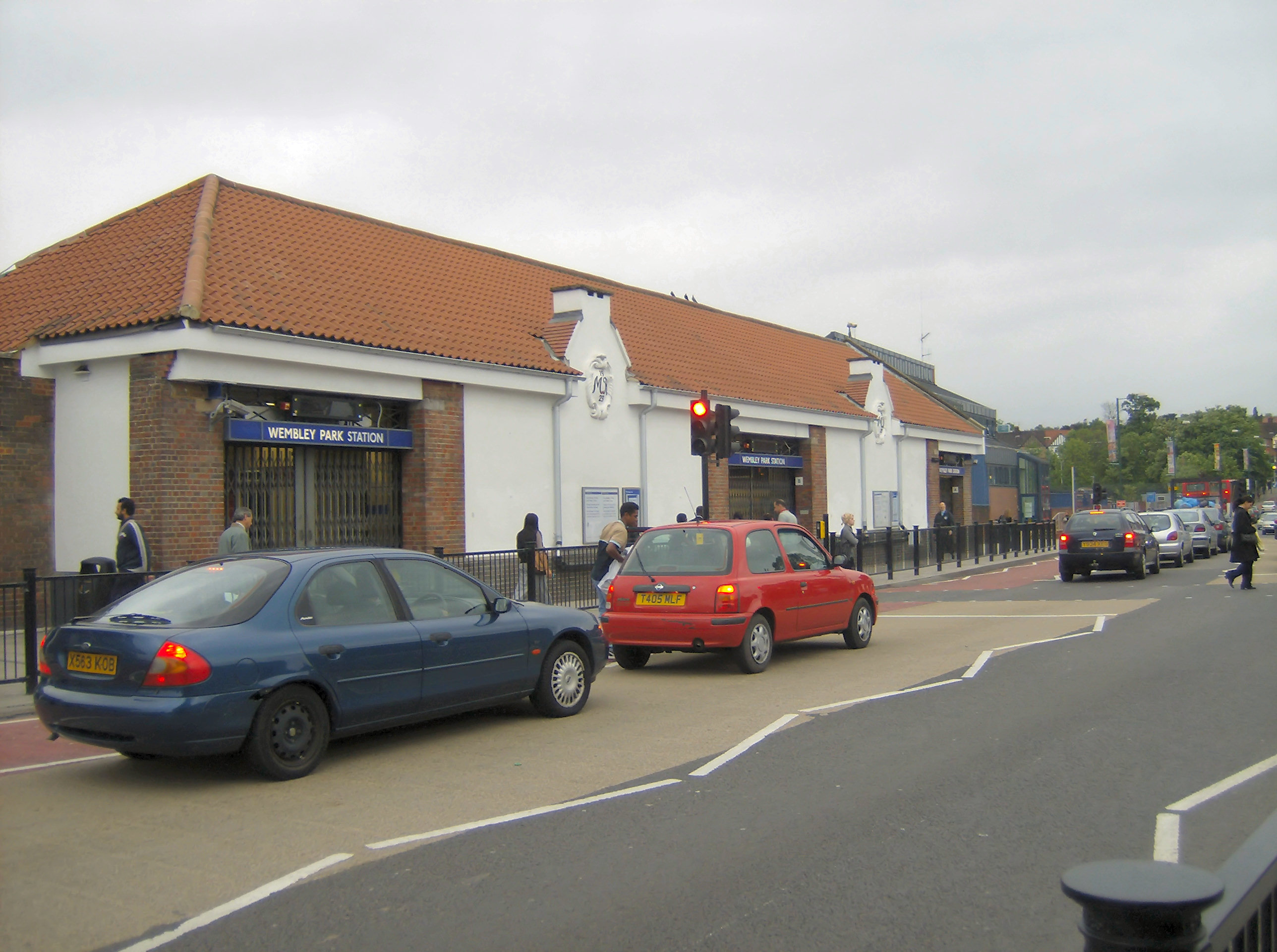
Altes Stationsgebäude (1923–2006)

Wembley Park ist eine oberirdische Station der London Underground im Stadtbezirk London Borough of Brent. Sie liegt in der Travelcard-Tarifzone 4 an der Bridge Road. Die von der Jubilee Line und Metropolitan Line bediente Station wurde im Jahr 2014 von 14,11 Millionen Fahrgästen genutzt. Rund einen halben Kilometer weiter südlich befindet sich das Wembley-Stadion. Der Zugang erfolgt mittels einer Unterführung mit einer anschließenden Fußgängerbrücke.

## Geschichte
Die Strecke bestand zwar bereits seit 1880, doch die Station wurde erst nachträglich errichtet und am 14. Oktober 1893 durch die Metropolitan Railway (Vorgängergesellschaft der Metropolitan Line) eröffnet. Aufgabe der Station war die Erschließung der von der Metropolitan Railway errichteten Freizeitanlagen. Diese befanden sich im Wembley Park, einem ehemaligen Landsitz, den die Bahngesellschaft 1881 erworben hatte.
Zunächst hielten die Züge nur an Samstagen, wenn im Wembley-Stadion Fußballspiele stattfanden, ab 12. Mai 1894 auch an allen übrigen Tagen. 1899 eröffnete die Great Central Railway parallel verlaufende Gleise, doch an der Station hielten nie Züge der Eisenbahn. 1905 wurden die U-Bahn-Gleise elektrifiziert. Zwischen 1913 und 1915 verlegte die Metropolitan Railway eine zweite Doppelspur, um die Kapazität der Strecke zu erhöhen. Am 10. Dezember 1932 eröffnete sie eine Zweigstrecke nach Stanmore.
Ursprünglich bediente die Metropolitan Railway sämtliche Station südlich von Wembley Park bis zur Baker Street, doch stieß die Strecke an ihre Kapazitätsgrenzen, da sie an ihrem südlichen Ende nur zwei statt vier Gleise aufwies. Nach der Integration der Gesellschaft in den London Passenger Transport Board 1933 baute das neue öffentlich-rechtliche Unternehmen zusätzliche Tunnel der Bakerloo Line, um diese südlich von Finchley Road mit den Gleisen der Metropolitan Line zu verbinden. Am 20. November 1939 übernahmen die Züge der Bakerloo Line den Lokalverkehr, während sich die Metropolitan Line zu einer Expresslinie wandelte. Die Bakerloo Line wiederum wurde am 1. Mai 1979 durch die neu eröffnete Jubilee Line abgelöst. Im Zuge des Neubaus des Wembley-Stadions wurde auch die U-Bahn-Station durch einen Neubau ersetzt, um den Andrang besser bewältigen zu können.

## Betrieb
Die Station verfügt derzeit über sechs Gleise der London Underground. Jene der Jubilee Line sind in der Mitte angeordnet, flankiert von den Lokal- und Expressgleisen der Metropolitan Line. Expresszüge halten lediglich außerhalb der Hauptverkehrszeit. Vereinzelte Züge der Jubilee Line haben hier ihre Endstation und nutzen zu diesem Zweck ein Wendegleis zwischen den Streckengleisen am nördlichen Ende der Station.